# Piezasteria helenae
Piezasteria helenae là một loài bọ cánh cứng trong họ Cerambycidae.